# Made (film, 2001)
Pour les articles homonymes, voir Made.
Pour plus de détails, voir Fiche technique et Distribution.
Made ou Le Match au Québec est un film américain réalisé par Jon Favreau et sorti en 2001. Il s'agit du premier long métrage du réalisateur.

## Synopsis
Bobby Ricigliano et Ricky Slade sont amis depuis des années, malgré des personnalités très différentes. Bobby est plutôt sérieux et bien organisé alors que Ricky est imprévisible et ne fait pas de projets. Les deux amis sont fans de boxe qu'ils pratiquent en amateurs. Bobby travaille comme maçon sur des chantiers pour le compte de Max Reuben. En manque d'argent, Bobby décide d'accepter un job illégal pour le compte de Max. Ce dernier lui demander d'aller à l'autre bout du pays pour blanchir de l'argent. Bobby embarque son meilleur ami dans l'aventure.

## Fiche technique
Sauf indication contraire, les informations mentionnées dans cette section peuvent être confirmées par la base de données cinématographiques IMDb,  présente dans la section « Liens externes ».
- Titre original et français : Made
- Titre québécois : Le Match
- Réalisateur et scénario : Jon Favreau
- Musique : Lyle Workman (en) et John O'Brien
- Photographie : Christopher Doyle
- Son : David Lee Fein, Laverne Dewberry et Jeffrey Cranford
- Montage : Curtiss Clayton
- Sociétés de production : Artisan Entertainment, Cardiff Giant Productions et Resnick Interactive Development
- Distribution : Artisan Entertainment (États-Unis)
- Budget : 5 000 000 $
- Durée : 95 minutes
- Genre : comédie dramatique, crime
- Dates de sortie[1] :
  - États-Unis : 13 juillet 2001 (sortie limitée)
  - Canada, France : 27 novembre 2001 (en vidéo)
- Classification[2] :
  - États-Unis : R

## Distribution
- Jon Favreau (VQ : Sylvain Hétu) : Bobby Ricigliano
- Vince Vaughn (VQ : François L'Écuyer) : Ricky Slade
- Peter Falk : Max Reuben
- Tom Morello : Best Man
- Famke Janssen (VQ : Élise Bertrand) : Jessica
- Sean Combs (VQ : Benoît Rousseau) : Ruiz
- Makenzie Vega : Chloe
- Joe Goossen : l'arbitre
- Faizon Love (VQ : Pierre Chagnon) : Horrace
- Bill Capizzi (en) : Arthur
- David O'Hara (VQ : Luis de Cespedes) : le Gallois
- Peter Falk (VQ : Hubert Fielden) : Max Reuben
- Vincent Pastore (VQ : Éric Gaudry) : Jimmy
- Leonardo Cimino : Leo